# Іновлудз (гміна)
Гміна Іновлудз (пол. Gmina Inowłódz) — місько-сільська гміна у центральній Польщі. Належить до Томашовського повіту Лодзинського воєводства.
Станом на 31 грудня 2011 у гміні мешкало 3924 особи.

## Площа
Згідно з даними за 2007 рік площа гміни становила 98.04 км², у тому числі:
- орні землі: 34.00%
- ліси: 60.00%

Таким чином, площа гміни становить 9.56% площі повіту.

## Населення
Станом на 31 грудня 2011:
| Опис     | Загалом | Загалом | Чоловіки | Чоловіки | Жінки | Жінки |
| -------- | ------- | ------- | -------- | -------- | ----- | ----- |
| одиниця  | осіб    | %       | осіб     | %        | осіб  | %     |
| все      | 3924    | 100     | 1883     | 47.99    | 2041  | 52.01 |
| міське   | 0       | 100     | 0        |          | 0     |       |
| сільське | 3924    | 100     | 1883     | 47.99    | 2041  | 52.01 |

## Сусідні гміни
Гміна Іновлудз межує з такими гмінами: Жечиця, Любохня, Опочно, Пошвентне, Славно, Томашув-Мазовецький, Черневіце.